# María Asunción Sandoval de Zarco
Maria Assunção Sandoval de Zarco (nascida em c. 1876) tornou-se a primeira mulher advogada no México em 1898. Foi também a primeira mulher bacharel em Direito de seu país. Como advogada, Zarco teve de atuar no Direito Civil ao invés do Direito Penal por ser mulher.
Em 1904, juntamente com outras mulheres, fundou uma sociedade feminista denominada Sociedade para a Proteção da Mulher, dedicada à melhoria da qualidade de vida das mulheres. Zarco foi a primeira presidente da sociedade.